# 니가타 뉴스 845
니가타 뉴스 845(新潟ニュース845)은 NHK 종합 텔레비전에서 방송되고 있는 프로그램으로 제작은 NHK 니가타 방송국에서 하고 있다.

## 방송 시간
- 월 ~ 금 오후 8시 45분 ~ 9시(15분)
  - 공휴일은 저녁 8시 55분부터 9시까지 도쿄도의 NHK 방송 센터에서 수도권 뉴스(간토 지방과 고신에쓰 지방)를 방송한다.